# Louis Raphaël I Sako
Louis Raphaël I Sako (Arabisch: لويس روفائيل ساكو, Syrisch: ܠܘܝܣ ܪܘܦܐܝܠ ܩܕܡܝܐ ܣܟܘ) (Zakho, 4 juli 1948) is een Iraaks geestelijke, patriarch van Bagdad van de Chaldeeërs van de Chaldeeuws-Katholieke Kerk en kardinaal van de Rooms-Katholieke Kerk.
Louis Sako werd op 1 juni 1974 priester gewijd.
Op 24 oktober 2002 werd Sako gekozen als aartsbisschop van Kirkoek; deze keuze werd op 27 september 2003 bevestigd door paus Johannes Paulus II. Zijn bisschopswijding vond plaats op 14 november 2003.
Op 31 januari 2013 werd Sako door de synode van de Chaldeeuws-katholieke Kerk gekozen als patriarch van de Chaldeeuws-Katholieke Kerk, waarop hij de naam Louis Raphaël I Sako aannam. Hij was de opvolger van Emmanuel III Delly, die op 19 december 2012 vanwege leeftijdsredenen met emeritaat was gegaan. De keuze van de synode werd op 1 februari 2013 bevestigd door paus Benedictus XVI.
Tijdens het consistorie van 28 juni 2018 werd Louis Raphaël I Sako kardinaal gecreëerd. Hij kreeg - zoals gebruikelijk voor Oosters-katholieke patriarchen, als gevolg van het motu proprio Ad purpuratorum patrum collegium - de rang van kardinaal-bisschop zonder toekenning van een suburbicair bisdom.
- Bibliothèque nationale de France: cb16953538c (data)
- Gemeinsame Normdatei: 142577391
- International Standard Name Identifier: 0000 0000 8912 2610
- Library of Congress Control Number: no2009074881
- Nationale Bibliotheek van Israël: 987009909477505171
- Système universitaire de documentation: 144972182
- Virtual International Authority File: 310529360
- WorldCat: E39PBJqjYGhG6P3XcxgRdKGvHC